# Pierre Vidal
Pierre Vidal (1927–2010) fue un compositor francés, organista y musicólogo.

## Biografía
Vidal fue un autodidacta. A los 16 años, tuvo clases de piano y órgano con Marcel Dupré durante 4 años. Luego siguió lecciones con Henri Challan de armonía en el Conservatorio de París. Leyó muchos libros sobre música clásica, especialmente los de Albert Schweitzer y Boris de Schloezer. Se especializó escuchando las grabaciones de Wilhelm Furtwängler, Willem Mengelberg, Karl Münchinger y Helmut Walcha. Estuvo en los conciertos de Wanda Landowska y André Marchal. André Jorrand se convirtió en uno de sus alumnos. De 1946 a 1970, fue el organista de la iglesia Saint-Jean-Baptiste de Belleville. Siguiendo el consejo de Michel Chapuis, se convirtió en profesor de órgano en el Conservatorio de Estrasburgo en 1967.

## Registros
Sus grabaciones y sus libros siguen la misma línea sobre la música de órgano. Las grabaciones se reproducen en Notre-Dame-des-Blancs-Manteaux en París, en Saint-Maximin en Thionville y en Saint-Andreas de Hildesheim. Alain Carteyrade ha editado una discografía completa en France Orgue.

## Publicaciones
- Bach et la machine orgue (1973) Stil.
- Bach, les Psaumes; Passions, images et structures dans l'œuvre d'orgue (1977) Stil.
- L'origine thématique de « L'Arte de la fugue » (1984) La flûte de Pan.
- Musiciens d'Europa, dirigido por Paul-Gilbert Langevin, la Revue Musicale, París, 1986 (contribución).